# Cmentarz wojenny nr 279 – Dziekanów-Sterkowiec

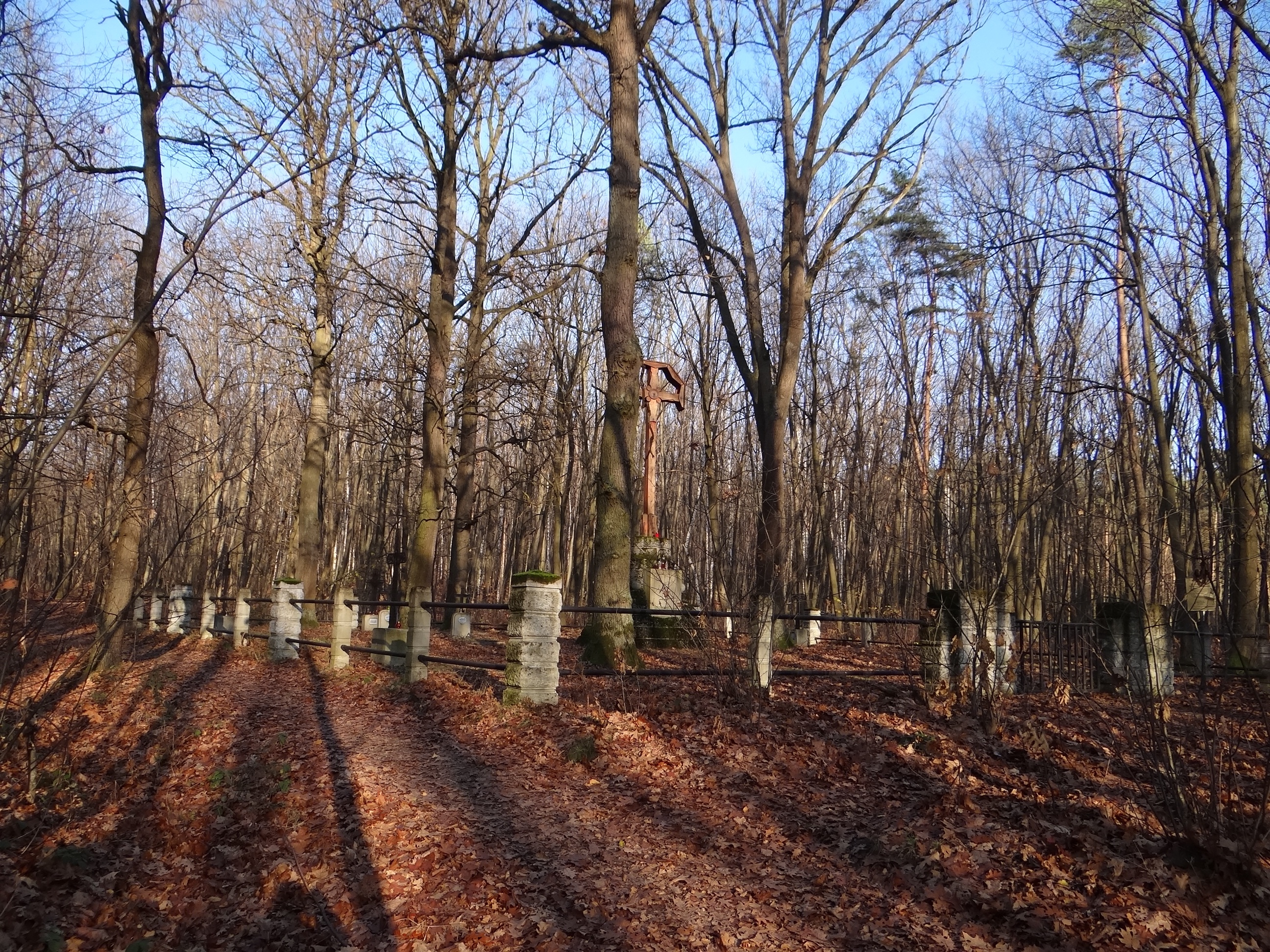
Ogólny widok cmentarza

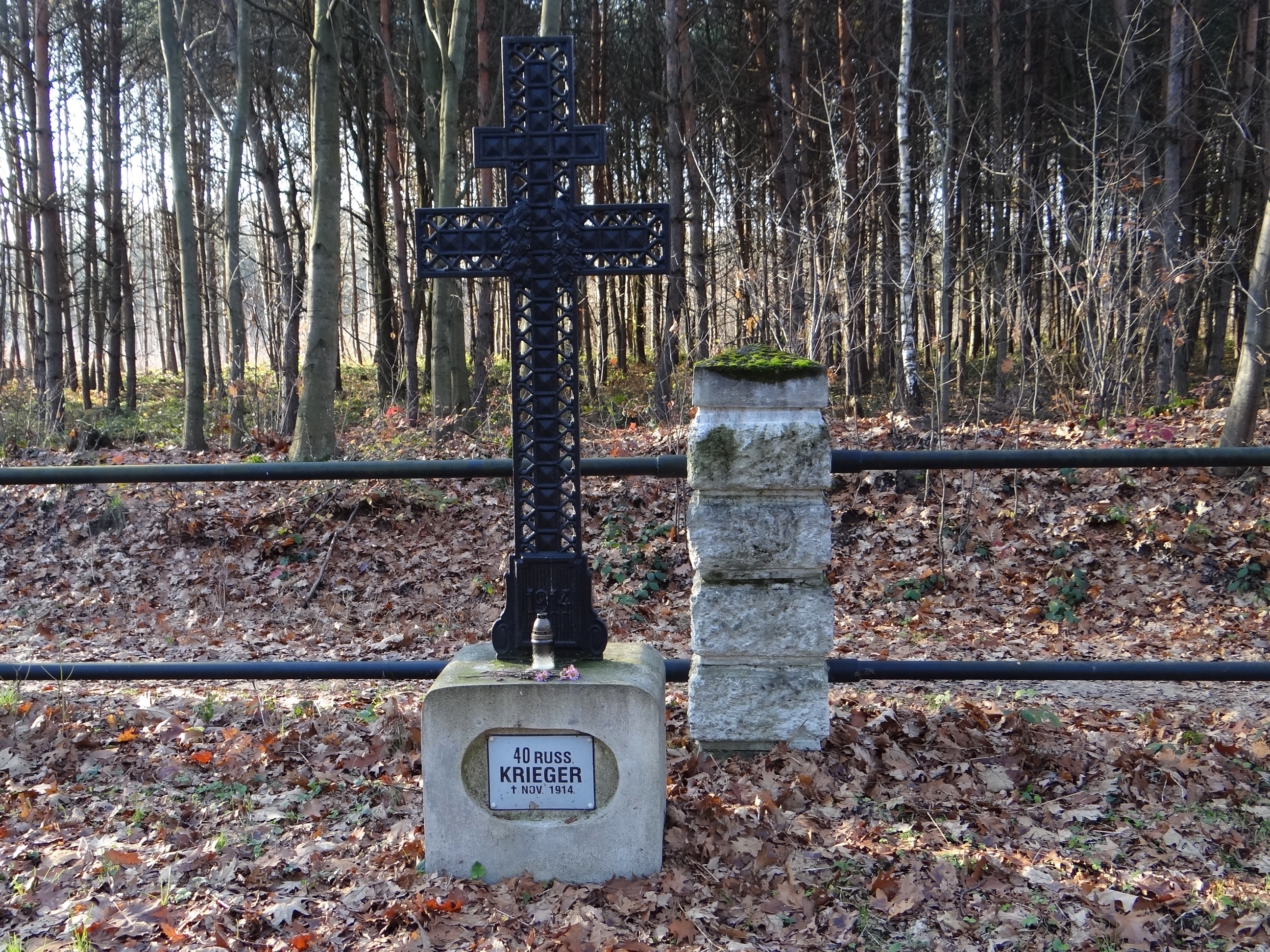
Jedyny zachowany oryginalny nagrobek i krzyż żołnierzy rosyjskich

Cmentarz wojenny nr 279 – Dziekanów-Sterkowiec – cmentarz z I wojny światowej znajdujący się w południowo-wschodniej części wsi Szczepanów w województwie małopolskim, w powiecie brzeskim, w gminie Brzesko, około 600 metrów na zachód od zabudowań Dziekanowa, przysiółka wsi Sterkowiec. Jest jednym z 400 zachodniogalicyjskich cmentarzy wojennych zbudowanych przez Oddział Grobów Wojennych C. i K. Komendantury Wojskowej w Krakowie. W VIII okręgu brzeskim cmentarzy tych jest 52.

## Historia
Pochowano tutaj żołnierzy armii austriackiej i rosyjskiej, którzy zginęli w walkach na okolicznych terenach w dniach 19–22 listopada 1914 roku. Po przełamaniu przez Rosjan linii obronnej na Dunajcu, Austriacy utworzyli kolejną nad Uszwicą, przebiegała ona m.in. przez miejscowość Sterkowiec. Korpus lwowski usiłował powstrzymać napierające wojska rosyjskie, został jednak wyparty. Doszło tutaj wówczas do szeregu potyczek, a miejscowość Sterkowiec została spalona. Zginęło kilkuset żołnierzy, część z nich została pochowana na cmentarzu w Sterkowcu, pozostali na cmentarzach wojennych w sąsiednich miejscowościach. Według zamontowanej na cmentarzu tablicy informacyjnej na cmentarzu w Sterkowcu pochowano 148 żołnierzy, w tym:
- 124 niezidentyfikowanych żołnierzy armii austro-węgierskiej
- 24 zidentyfikowanych żołnierzy armii rosyjskiej

Wkrótce po zajęciu tego terenu część poległych żołnierzy w płytkich grobach pochowali Rosjanie, część miejscowa ludność. W roku 1915, po zwycięstwie połączonych sił austriackich i niemieckich w bojach pod Krakowem i Limanową, Austriacy przystąpili do budowy cmentarzy wojennych, na które przeniesiono ciała żołnierzy ekshumowanych z dotychczasowych, prowizorycznych grobów.

## Położenie
Cmentarz znajduje się w lesie, w miejscowości Sterkowiec, pomiędzy szosą Sterkowiec – Szczepanów a linią kolejową. Najłatwiej dostać się do niego ulicą Brzozową, znajdującą się po prawej stronie szosy ze Szczepanowa do Sterkowca. Przedłużeniem ulicy Brzozowej jest polna droga wchodząca w las. Cmentarz znajduje się w odległości ok. 600 m od skrzyżowania dróg.

## Opis cmentarza
Cmentarz ma powierzchnię 500 m² i zbudowany jest na planie trapezu o bokach długości 17,6 – 22,4 m – 27,2 m. Ogrodzenie tworzą murowane betonowo-kamienne słupki połączone dwoma rzędami stalowych rur. Słupki są dwóch rodzajów; mniejsze i większe. Wejście przez dwuskrzydłową żelazną furtkę osadzoną na dwóch niskich betonowo-kamiennych pylonach. Głównym elementem dekoracyjnym cmentarza jest kamienno-betonowy cokół, na którym osadzono duży drewniany krzyż. Na cokole znajduje się betonowa płyta z napisem: UNS KAM DER FRIEDE EILIGER ALS EUCH (Do nas pokój zawitał wcześniej niż do was). Mogiły ziemne rozmieszczono wzdłuż wschodniej, zachodniej i północnej strony ogrodzenia. Posiadają betonowe obrzeża oraz nagrobek w postaci betonowego cokołu zwieńczonego krzyżem. Na cokołach umieszczono blaszane tabliczki informacyjne.

## Losy cmentarza
Dzisiaj cmentarz porasta las. Na zdjęciach archiwalnych jednak widać, że zbudowany został na łąkach. Austriacy wyznaczyli na mapach dojazd do cmentarza od pobliskiej linii kolejowej. Sam cmentarz jednak błędnie zaliczyli do nieistniejącej już miejscowości Dziekanów, podczas gdy w istocie zawsze znajdował się on na polach wsi Sterkowiec.
Po II wojnie światowej nie dbano o cmentarze I wojny. Nie sprzyjały temu m.in. niemieckie napisy na tabliczkach i płytach. W wyniku naturalnych czynników przyrodniczych, ale również wskutek wandalizmu, cmentarz w Sterkowcu uległ z biegiem czasu znacznemu zniszczeniu. Przetrwała tylko jedna mogiła żołnierzy rosyjskich i część nagrobka na mogile nieznanego porucznika wojsk austriacko-węgierskich. Żeliwne krzyże nagrobków zostały zniszczone, również ogrodzenie uległo znacznemu zniszczeniu. Drewniane przęsła zgniły, niektóre słupki uległy pochyleniu lub uszkodzeniu, betonowe i kamienne konstrukcje obrosły mchami i glonami. Okoliczni mieszkańcy nieco odnowili ogrodzenie, ale nieprofesjonalnie. Zbutwiały drewniany krzyż na głównym pomniku cmentarza w 2002 lub 2003 roku zastąpiono żelaznym, takim, jak na mogiłach ziemnych na cmentarzu w Szczepanowie.
W 1989 roku w oparciu o zachowaną dokumentację opracowano plany fachowej renowacji cmentarza obejmujące m.in.: oczyszczenie terenu cmentarza i jego otoczenia z samosiewek drzew i resztek krzyży i gruzu, wytrasowanie na nowo placu cmentarza i ścieżek, wykonanie na nowo mogił ziemnych, zrekonstruowanie słupków ogrodzeniowych, wykonanie nowego drewnianego krzyża na centralnym pomniku, zabezpieczenie antykorozyjne bramki wejściowej. Zniszczone krzyże żeliwne na nagrobkach zaplanowano zastąpić drewnianymi, by zapobiec ich kradzieży przez złomiarzy.
W latach 2006–2010 przeprowadzono gruntowny remont i renowację cmentarza. W pierwszym etapie prac sztachety zostały zastąpione przez wzorowane na pierwotnych, metalowymi rurami. Ponieważ cmentarz znajduje się na terenie Lasów Państwowych, wycinki samosiejek dokonali leśnicy. Dodatkowo uzupełniono uszkodzenia filarów ogrodzenia oraz zabezpieczono je przed dalszym niszczeniem przez warunki atmosferyczne. W kolejnych etapach oczyszczono cokół pomnika, zrekonstruowano drewniany krzyż na pomniku centralnym, oraz żeliwne krzyże na mogiłach zbiorowych i indywidualnych oraz zaznaczono granice żołnierskich mogił przy wykorzystaniu betonowych krawężników. Uzupełnione zostały także tabliczki informacyjne na poszczególnych mogiłach. W trakcie prac renowacyjnych odstąpiono od planowanego ogrodzenia w postaci żywopłotu. Po wyremontowaniu cmentarza przy bramce umieszczono tablicę informacyjną.
5 września 2014 r. doszło do dewastacji cmentarza wojennego w Sterkowcu (Cmentarz nr 279 – Dziekanów). Wyłamane zostały elementy stalowe ogrodzenia, które zostały przed kilku laty w ramach remontu zamontowane oraz blisko 100 letnia brama wejściowa. Policja ujęła sprawcę. Staraniem pracowników Urzędu Miejskiego w Brzesku wykonano kopię skradzionej bramy.
22 listopada 2014 r. w setną rocznicę walk na cmentarzu wojennym w Sterkowcu została odprawiona Msza św. w intencji poległych w której uczestniczyli licznie zgromadzeni mieszkańcy, członkowie grup rekonstrukcji historycznej odtwarzających wojska rosyjskie i austro-węgierskie, przedstawiciele władz samorządowych i organizacji pozarządowych.